# Mas del Ganso
El Mas del Ganso també dit Mas del Gandó, és una masia de Reus (Baix Camp) situada a la partida de la Grassa, al nord del camí de Constantí i del Camp d'Aviació, tocant al límit del terme de Constantí, sota el Mas del Nadal. Hi arriba el Rec de la Grassa.

## Descripció
El mas és una construcció de planta rectangular i volum senzill, amb un cos central de tres plantes d'alçada, en el seu origen de coberta de teula a dues aigües. Els cossos laterals són de dues plantes i es repeteixen amb la mateixa volumetria a tots dos costats. La façana principal té la porta d'accés a la dreta i les finestres de les plantes superiors s'ordenen amb la simetria d'un eix central. És una façana bastant cega. L'estat actual del mas, és bo. S'han fet reformes als annexos de la dreta i de l'esquerra del mas. També s'ha fet una ampliació a la part del darrere, sense gaire interès.